# Migné-Auxances
Migné-Auxances är en kommun i departementet Vienne i regionen Nouvelle-Aquitaine i västra Frankrike. Kommunen ligger i kantonen Poitiers 1er Canton som tillhör arrondissementet Poitiers. År 2022 hade Migné-Auxances 6 276 invånare.

## Befolkningsutveckling
Antalet invånare i kommunen Migné-Auxances
| Referens: INSEE |